# Alberto Pellegrino
Pour les articles homonymes, voir Pellegrino.
Alberto Pellegrino (né le 20 mai 1930 à Tunis et mort le 9 mars 1996 à Milan) est un épéiste et fleurettiste italien.

## Biographie
Alberto Pellegrino dispute trois éditions des Jeux olympiques. Il est sacré champion olympique en épée par équipe à deux reprises, en 1956 à Melbourne (avec Edoardo Mangiarotti, Giuseppe Delfino, Carlo Pavesi, Franco Bertinetti et Giorgio Anglesio) et en 1960 à Rome (avec Edoardo Mangiarotti, Giuseppe Delfino, Carlo Pavesi, Gianluigi Saccaro et Fiorenzo Marini). Il est médaillé d'argent en fleuret par équipes en 1960 (avec Edoardo Mangiarotti, Luigi Carpaneda, Mario Curletto et Aldo Aureggi) et médaillé d'argent en épée par équipe en 1964 à Tokyo (avec Giuseppe Delfino, Gianluigi Saccaro, Gianfranco Paolucci et Giovanni Battista Breda).
Il est aussi champion du monde en épée par équipes en 1955, 1957 et 1958 et médaillé de bronze en fleuret par équipes aux Mondiaux de 1957 et 1958.